# اسپینبارکایت

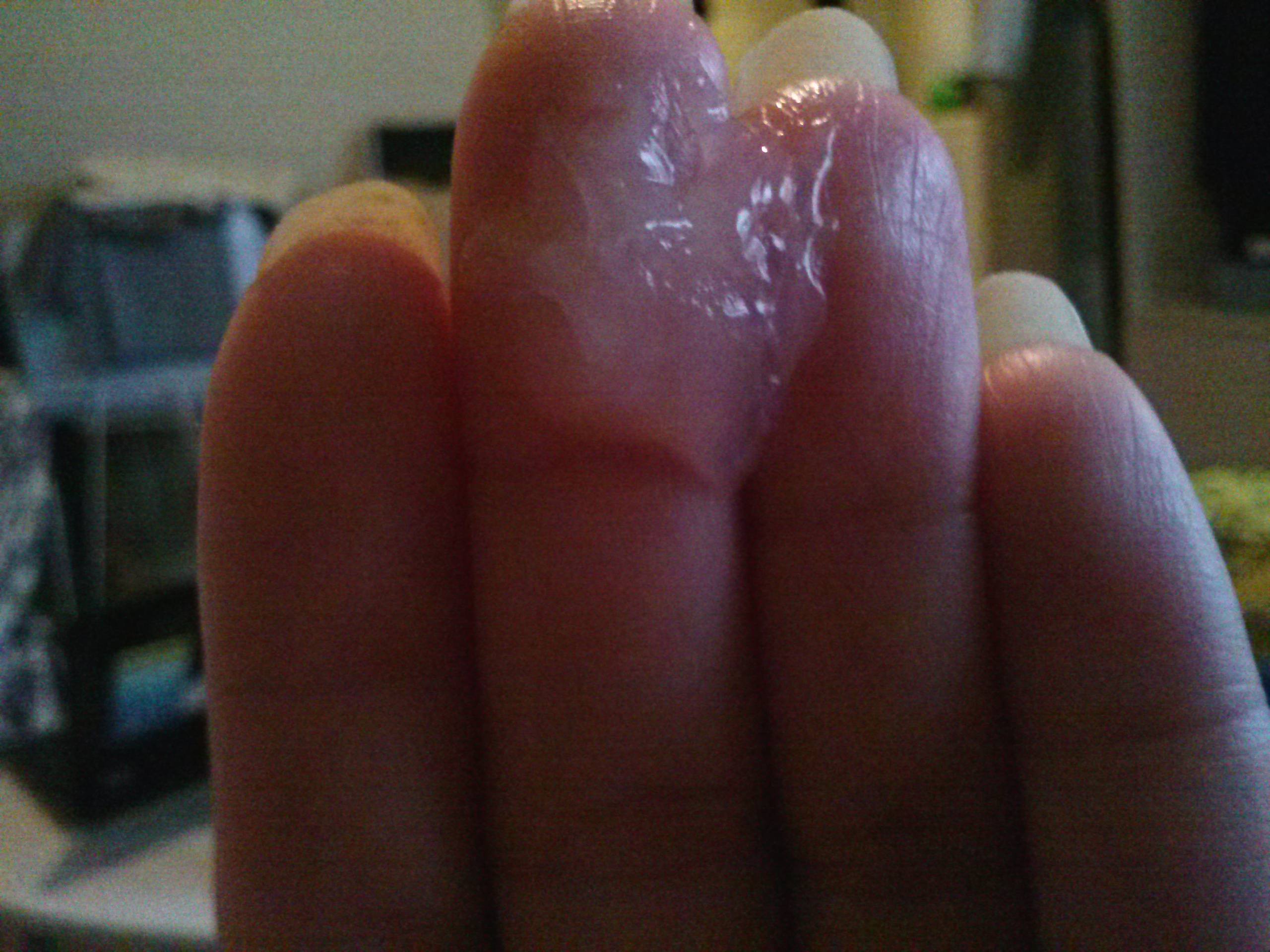
ترشحات دهانه رحم در زمان باروری یک زن

اسپینبارکایت (انگلیسی: Spinnbarkeit) یا فیبروزیته یک اصطلاح در رئولوژی زیست‌پزشکی است که به میزان کش آمدن ترشحات یا چسبندگی مخاط، بزاق، سفیده تخم‌مرغ و هرگونه مایع ویسکوالاستیک در درجات مختلف اشاره دارد. این اصطلاح به‌ویژه با اشاره به ترشحات مخاط دهانه رحم درست پیش از تخمک‌گذاری یا در حین آن استفاده می‌شود.
تحت تأثیر استروژن‌ها، ترشحات مخاط دهانه رحم فراوان، شفاف و قابل کشش و تا حدودی شبیه سفیده تخم مرغ می‌شود. قابلیت کش آمدن مخاط با شاخص «اسپینبارکایت» آن توصیف می‌شود که برگرفته از یک واژه آلمانی به معنای توانایی رشته‌شدن (ریسندگی) است. اسپرم فقط به درون چنین مخاطی می‌تواند نفوذ کند. پس از تخمک‌گذاری، ویژگی‌های ترشحات مخاط دهانه رحم تغییر می‌کند و تحت تأثیر پروژسترون غلیظ، کم و چسبنده می‌شود. اسپرم معمولاً نمی‌تواند به چنین مخاطی نفوذ کند.
بزاق همیشه خاصیت اسپینبارکایت را نشان نمی‌دهد، اما تحت شرایط خاصی می‌تواند چنین خاصیتی داشته باشد. غلطت و اسپینبارکایت ترشحات مخاط بینی از عواملی است که می‌توان نشان دهد بینی مسدود شده‌است یا خیر.
حرکت و انتقال موکوسیلیاری (مخاطی-مژکی) به برهمکنش مخاط فیبروز با مژک‌های ضربان‌دار بستگی دارد.